# Найробийская конвенция (2007)
Найробийская конвенция 2007 года (Найробийская конвенция об удалении затонувших судов; англ. Nairobi International Convention on the Removal of Wrecks) была принята на Международной конференции ООН в Найроби 18 мая 2007 года, вступила в силу 14 апреля 2015 года.
Цели конвенции — обеспечение безопасного судоходства и защита окружающей среды, содержание — международная договорённость об удалении затонувших судов (и затонувших грузов) из территориальных вод (исключительной экономической зоны) государств-участников. Конвенция направлена на создание общих межгосударственных правил по удалению затонувших судов и выплате компенсаций за понесённые расходы. Она также устанавливает финансовую ответственность судовладельца за последствия аварии.

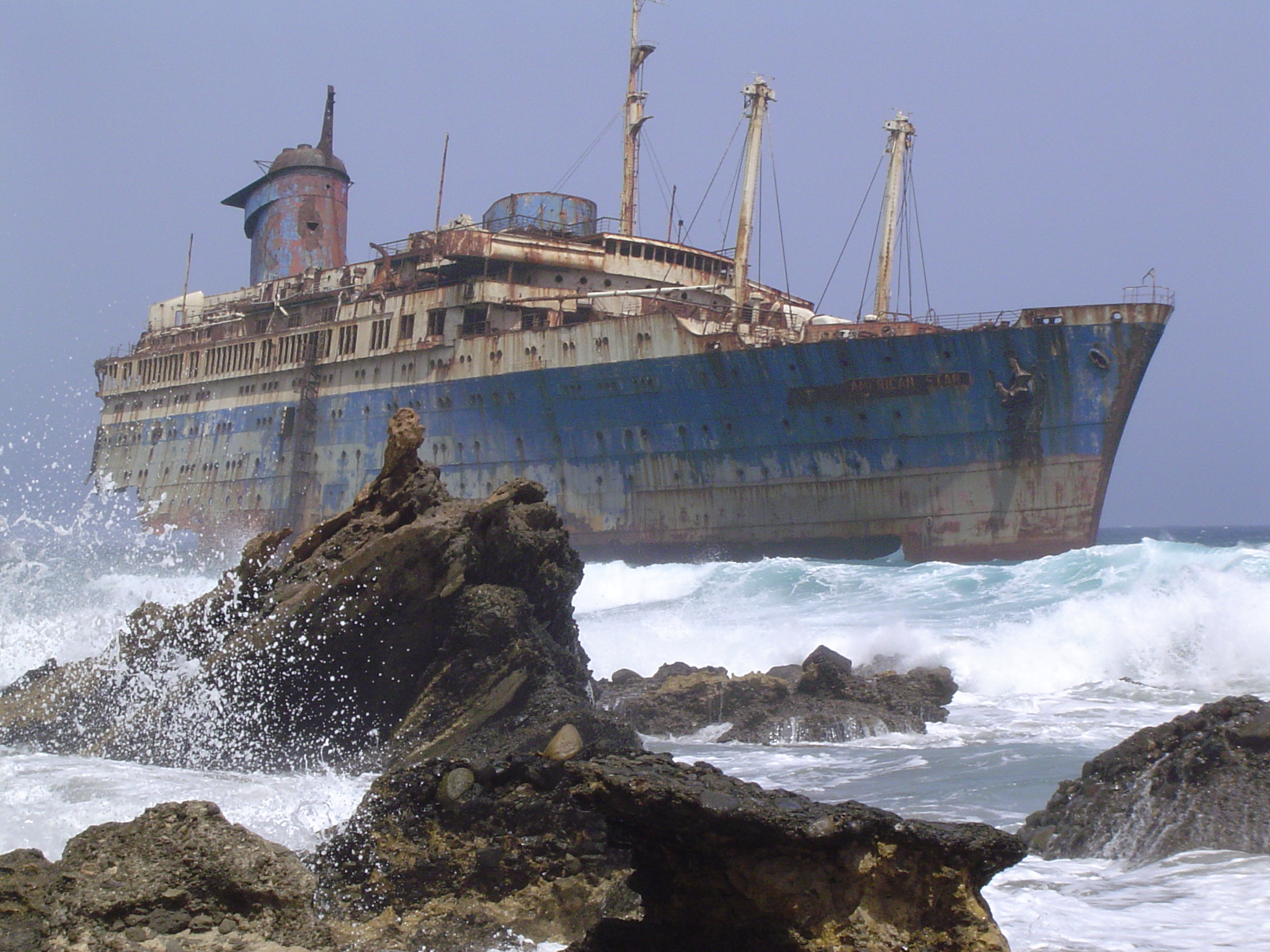
Судно SS America, потерпевшее кораблекрушение

Конвенция предусматривает обязательные страховые выплаты по полисам страхования ответственности судовладельцев, за счёт которых в случае затопления судна оно будет поднято. Конвенция устанавливает порядок уведомления об авариях, меры по установлению места нахождения затонувшего судна и по облегчению его удаления.
В 2012 году с призывом подписать Найробийскую конвенцию обратилась к европейским странам Парламентская ассамблея Совета Европы (резолюция 1869), указав на значительную угрозу, которую представляют затонувшие суда для окружающей среды. По данным Ассамблеи, в мире насчитывается 8 569 потенциально загрязняющих затонувших судов, включая 1 583 танкера. При этом в северной Атлантике затонуло 25 % всех несущих угрозу загрязнения судов, и на них находится около 38 % всей оставшейся в затонувших судах нефти, а в Средиземноморье 4 % затонувших в мире судов и около 5 % нефти.
По состоянию на 8 июня 2021 года данную конвенцию ратифицировали 57 государств. Среди участников конвенции — Болгария, Великобритания, Германия, Дания, Нидерланды, Канада, Китай, Португалия, Франция, Швеция и Япония. Практически не представлены в конвенции государства Южной Америки (кроме Панамы), не являются участниками США, Израиль, Греция, Австралия.
С 2014 года работа по ратификации конвенции идёт на Украине. В июле 2019 года к конвенции присоединилась Белоруссия, в марте 2021 года конвенция была ратифицирована парламентом Казахстана. В июле 2021 года законопроект о присоединении России к Найробийской конвенции был одобрен правительством РФ. 3 мая 2022 года конвенция вступила в силу для Российской Федерации.